# 1re cérémonie des Critics' Choice Television Awards
La 1re cérémonie des Critics' Choice Television Awards, décernés par la Broadcast Television Journalists Association, a eu lieu le 20 juin 2011, et a récompensé les programmes télévisés diffusés au cours de la saison 2010-2011.

## Palmarès

### Séries dramatiques

#### Meilleure série dramatique
- Mad Men
  - Boardwalk Empire
  - Dexter
  - Friday Night Lights
  - Fringe
  - Le Trône de fer (Game of Thrones)
  - The Good Wife
  - Justified
  - The Killing
  - The Walking Dead

#### Meilleur acteur dans une série dramatique
- Jon Hamm pour le rôle de Don Draper dans Mad Men
  - Steve Buscemi pour le rôle de Nucky Thompson dans Boardwalk Empire
  - Kyle Chandler pour le rôle d'Eric Taylor dans Friday Night Lights
  - Michael C. Hall pour le rôle de Dexter Morgan dans Dexter
  - William H. Macy pour le rôle de Frank Gallagher dans Shameless
  - Timothy Olyphant pour le rôle de Raylan Givens dans Justified

#### Meilleure actrice dans une série dramatique
- Julianna Margulies pour le rôle d'Alicia Florrick dans The Good Wife
  - Connie Britton pour le rôle de Tami Taylor dans Friday Night Lights
  - Mireille Enos pour le rôle de l'inspecteur Sarah Linden dans The Killing
  - Elisabeth Moss pour le rôle de Peggy Olson dans Mad Men
  - Katey Sagal pour le rôle de Gemma Teller Morrow dans Sons of Anarchy
  - Anna Torv pour le rôle de Olivia Dunham dans Fringe

#### Meilleur acteur dans un second rôle dans une série dramatique
- John Noble pour le rôle du Dr Walter Bishop dans Fringe
  - Alan Cumming pour le rôle d'Eli Gold dans The Good Wife
  - Walton Goggins pour le rôle de Boyd Crowder dans Justified
  - Shawn Hatosy pour le rôle de l'inspecteur Sammy Bryant dans Southland
  - Michael Pitt pour le rôle de Jimmy Darmody dans Boardwalk Empire
  - John Slattery pour le rôle de Roger Sterling dans Mad Men

#### Meilleure actrice dans un second rôle dans une série dramatique
(ex æquo)
- Christina Hendricks pour le rôle de Joan Harris dans Mad Men
- Margo Martindale pour le rôle de Mags Bennett dans Justified
  - Michelle Forbes pour le rôle de Mitch Larsen dans The Killing
  - Kelly Macdonald pour le rôle de Margaret Schroeder dans Boardwalk Empire
  - Archie Panjabi pour le rôle de Kalinda Sharma dans The Good Wife
  - Chloë Sevigny pour le rôle de Nicolette Grant dans Big Love

### Séries comiques

#### Meilleure série comique
- Modern Family
  - 30 Rock
  - Archer
  - The Big Bang Theory
  - Community
  - Glee
  - Louie
  - The Middle
  - The Office
  - Parks and Recreation

#### Meilleur acteur dans une série comique
- Jim Parsons pour le rôle du Dr Sheldon Cooper dans The Big Bang Theory
  - Alec Baldwin pour le rôle de Jack Donaghy dans 30 Rock
  - Steve Carell pour le rôle de Michael Scott dans The Office
  - Louis C.K.  pour le rôle de Louie dans Louie
  - Charlie Day pour le rôle de Charlie Kelly dans Philadelphia
  - Joel McHale pour le rôle de Jeff Winger dans Community

#### Meilleure actrice dans une série comique
- Tina Fey pour le rôle de Liz Lemon dans 30 Rock
  - Courteney Cox pour le rôle de Jules Cobb dans Cougar Town
  - Edie Falco pour le rôle de Jackie Peyton dans Nurse Jackie
  - Patricia Heaton pour le rôle de Frankie Heck dans The Middle
  - Martha Plimpton pour le rôle de Virginia Chance dans Raising Hope
  - Amy Poehler pour le rôle de Leslie Knope dans Parks and Recreation

#### Meilleur acteur dans un second rôle dans une série comique
- Neil Patrick Harris pour le rôle de Barney Stinson dans How I Met Your Mother
  - Ty Burrell pour le rôle de Phil Dunphy dans Modern Family
  - Nick Offerman pour le rôle de Ron Swanson dans Parks and Recreation
  - Ed O'Neill pour le rôle de Jay Pritchett dans Modern Family
  - Danny Pudi pour le rôle de Abed Nadir dans Community
  - Eric Stonestreet pour le rôle de Cameron Tucker dans Modern Family

#### Meilleure actrice dans un second rôle dans une série comique
- Busy Philipps pour le rôle de Laurie Keller dans Cougar Town
  - Julie Bowen pour le rôle de Claire Dunphy dans Modern Family
  - Jane Krakowski pour le rôle de Jenna Maroney dans 30 Rock
  - Jane Lynch pour le rôle de Sue Sylvester dans Glee
  - Eden Sher pour le rôle de Sue Heck dans The Middle
  - Sofía Vergara pour le rôle de Gloria Delgado-Pritchett dans Modern Family

### Autres

#### Nouvelles séries les plus attendues
Toutes récompensées.
- Alcatraz
- Awake
- Don't Trust the B---- in Apartment 23
- Falling Skies
- New Girl
- Ringer
- Smash
- Terra Nova

#### Meilleure émission de téléréalité
(ex æquo)
- Hoarders
- The Real Housewives of Beverly Hills
  - Les Maçons du cœur
  - Sister Wives : l'histoire d'une famille polygame
  - Undercover Boss

#### Meilleure émission de téléréalité avec compétition
- American Idol
  - The Amazing Race
  - Dancing with the Stars
  - Projet haute couture
  - RuPaul's Drag Race
  - Top Chef

#### Meilleur talk-show
- The Daily Show with Jon Stewart
  - Chelsea Lately
  - The Ellen DeGeneres Show
  - Jimmy Kimmel Live!
  - The Oprah Winfrey Show

#### Meilleur présentateur de téléréalité
- Mike Rowe – Dirty Jobs
  - Tom Bergeron – Dancing with the Stars
  - Cat Deeley – So You Think You Can Dance
  - Ty Pennington – Les Maçons du cœur
  - Ryan Seacrest – American Idol